# Жените наистина плачат
„Жените наистина плачат“ е български игрален филм (драма) от 2021 година на режисьорите Весела Казакова и Мина Милева, които са съсценаристи заедно с Биляна Казакова. Музиката е композирана от Анди Каутън. Във филма участват Мария Бакалова, Ралица Стоянова, Катя Казакова, Биляна Казакова, Весела Казакова и Йосиф Сърчаджиев.